# Monoliropus concavimanus
Monoliropus concavimanus is een vlokreeftensoort uit de familie van de Caprellidae. De wetenschappelijke naam van de soort is voor het eerst geldig gepubliceerd in 2008 door Horton.